# Euryanta
Euryanta (německy Euryanthe) je velká hrdinsko-romantická opera Carla Marii von Webera z roku 1823. Autorkou libreta je Helmina von Chézy.

## Osoby
| Král Ludvík VI.                                       | bas     |
| Adolar, hrabě z Neversu                               | tenor   |
| Euryanta Savojská                                     | soprán  |
| Lysiart, hrabě z Forestu                              | baryton |
| Eglantina z Puisetu                                   | soprán  |
| Bertha, venkovské děvče                               | soprán  |
| Rudolf, rytíř                                         | tenor   |
| dámy, rytíři, vojáci, lovci, pážata, heroldi, rolníci | sbor    |

## Děj opery

### První jednání
Sál na dvoře krále Ludvíka VI. probíhá oslava vítězné bitvy králových rytířů. Rytíř Adolar se těší na svou nevěstu Euryantu a oslavuje árií její lásku a věrnost. Rytíř Lysiart vyprovokuje Adolara k sázce: pokud se mu podaří Euryantu svést, připadne mu veškerý Adolarův majetek. Pokud ne, získá Adolar veškterý majetek Lysiartův. Ačkoli Adolara varuje před neuváženou sázkou král i jeho druhové, Adolar sázku přijme.

#### Proměna
Zahrada v neverském zámku: Eglantina se tváří jako přítelkyně Euryantina, ve skutečnosti ji nenávidí, protože jí Adolar dal přednost. Eglantintě se podaří vylákat Euryantino tajemství: Adolarova sestra Ema se otrávila poté, co ji opustil její milenec. Nemůže ale najít klid a bude vysvobozena teprve poté, co prsten, který obsahoval jed a který má mrtvá Ema v hrobě skropí slzy nevinné dívky. Euryanta lituje, že prozradila tajemství, ale je pozdě.

### Druhé jednání
Stejná scéna: Veškerá snaha Lysiartova svést Euryantu je marná. Touží po pomstě. Slyší kohosi přicházet a skryje se. Příchozí je Egliantina, která se raduje ze získaného tajemství a z toho, že se jí podařilo z Emina hrobu získat její prsten. Lysiart a Eglientina se domlouvají na společné pomstě.

#### Proměna
Sál na dvoře krále Ludvíka VI.: Ke dvoru přichází Euryanta a Adolar ji vítá. Tu předstupuje Lysiart a prohlašuje, že vyhrál sázku a jako důkaz předkládá Emin prsten. Euryanta přiznává, že prozradila Adolarovo tajemství. Ostatní obvinění ale odmítá. Adolar je zdrcen a proklíná svou nevěstu. Králi nezbývá, než prohlásti Lysiarta za vítěze sázky.

### Třetí jednání
Lesní pustina: Adolar v černém brnění odvádí svou bývalou nevěstu, aby ji v lese za její nevěru potrestal smrtí. V trávě se náhle objeví had a chce na Adolara zaútočit. Euryanta se postaví mezi hada a svého bývalého snoubence. Tím mu dá příležitost hada zahubit. Tento čin zabránil Adolarovi zabít Euryantu. Ponechává ji v lesích jejímu osudu.
Euryantu nalézá v lesích král, který si vyrazil na lov. Euryanta mu vylíčila skutečný příbeh a král slibuje nápravu. Euryanta je ale příliš zesláblá a klesá k zemi jako mrtvá.

#### Proměna
Hrad hraběte z Neversu: Adolar přichází k hradu a poddaní, kteří jej poznávají, mu sdělují, že Lysiart je špatným vládcem. Dnes má proběhnout sňatek Lysiartův s Eglantinou. Eglantina ale pronásledována výčitkami svědomí přizná Adolarovi svůj čin. Adolar vyzývá Lysiarta na souboj. Přichází ale král s družinou a oznamuje Euryantinu smrt. Egliantina se nad toutozprávou raduje. Lysiart zděšen chováním své nevěsty ji probodne. Král jej nechá zatknout jako vraha. Adolar trpce lituje, že své snoubence ukřivdil. Tu ale přichází Euryanta, která procitla ze své mdloby. Milenci si odpouštějí a jásají štěstím.

## Uvedení
- 2018 Divadlo na Vídeňce, Osoby a obsazení: Euryanthe ze Savoje (Jacquelyn Wagner), Hrabě Adolar (Norman Reinhardt), Hrabě Lysiart (Andrew Foster-Williams), Eglantine z Puisetu (Theresa Kronthaler), Král Ludvík VI. (Stefan Cerny). Arnold Schoenberg Chorus a ORF Radio Symphony Orchestra. Režie: Christof Loy, scéna: Johannes Leiacker, kostýmy: Judith Weihrauch, dirigent: Constantin Trinks. Premiéra 12. prosince 2018.[1] Záznam uveden v Českém rozhlasu dne 2. února 2019.[2]

### Uvedení v Česku
Opera byla uvedena ve Stavovském divadle v Praze v roce 1824. Znovu byla uvedena v roce 1976 ve Stavovském divadle a to v koncertním provedení (jediné představení).

## Nahrávky
- 1974 Berlin Classics 0184412BC , Osoby a obsazení: Král Ludvík VI. (Siegfried Vogel), Adolar hrabě z Neversu (Nicolai Gedda), Euryanta Savojská, jeho nevěsta (Jessye Norman), Lysiart hrabě z Forestu (Tom Krause), Eglantine z Puisetu (Rita Hunter), Bertha, venkovské děvče (Renate Krahmer), Rudolf, rytíř (Harald Neukirch). Zpívá Rundfunkchor Leipzig, sbormistr Horst Neumann, hraje Staatskapelle Dresden, řídí Marek Janowski. Nahráno v červnu a červenci 1974.[4]